# Edfu
Edfu (en árabe, إدفو) es una ciudad egipcia situada en la ribera occidental del río Nilo, en un amplio valle, lugar óptimo para el asentamiento humano por quedar a salvo de las anuales inundaciones del Nilo. Tiene cerca de 50.000 habitantes. Está situada unos 90 km al sur de Luxor.
- Nombre egipcio: Uetyeset-Heru, Dyeba, Behedet. Nombre griego: Apolinópolis Magna. Nombre copto: Etbó. Nombre árabe: Edfu.

## Historia
Su primer nombre fue Uetyeset-Heru "El lugar donde Horus es alabado". Después se llamó Dyeba "Ciudad de la retribución", que en copto será Etbó, de donde proviene el nombre actual de Edfu. Fue el lugar donde la tradición sitúa la batalla entre los diose Horus y Seth. A partir de la dinastía V aparece con el nombre de Behedet.
Fue capital del nomo II del Alto Egipto siendo ya importante en el Imperio Antiguo. Era origen de las caravanas que partían hacia el oasis de Jarga, al oeste, a las minas del desierto oriental y a la costa del mar Rojo, al este. Los descubrimientos más antiguos se datan durante la dinastía III pero el lugar debía estar habitado con anterioridad. 
Es tradición que Imhotep, el diseñador de la Pirámide escalonada de Saqqara, hizo un templo en Edfu dedicado a Horus [cita requerida]. Con la dinastía V toda la región pasa a llamarse Behedet, o Behdet, y el dios fue adorado como Horus Behedet. Del periodo de la dinastía VI se ha encontrado la tumba de uno de los monarcas, de nombre Isi, "gran jefe del nomo del trono de Horus", que vivía más o menos en tiempos de Pepy I, que llegó a ser adorado como un dios durante el Imperio Medio. Con la dinastía X aparece un soberano de nombre Anjtify, que fue gobernador del III nomo (Ten, capital Nejen) y se apoderó de Behedet después de derrocar al nomarca, llamado Juy que era aliado de los tebanos.
En el Imperio nuevo, algunos faraones, como Ramsés II y Shabako, construyeron en la ciudad.
En tiempos grecorromanos la ciudad se llamó Apolinópolis Magna, en griego πόλις μεγάλη Ἀπόλλωνος, en latín Apollonos Superioris, ya que Horus era identificado con Apolo.

## El templo ptolemaico de Horus (Dios del cielo)

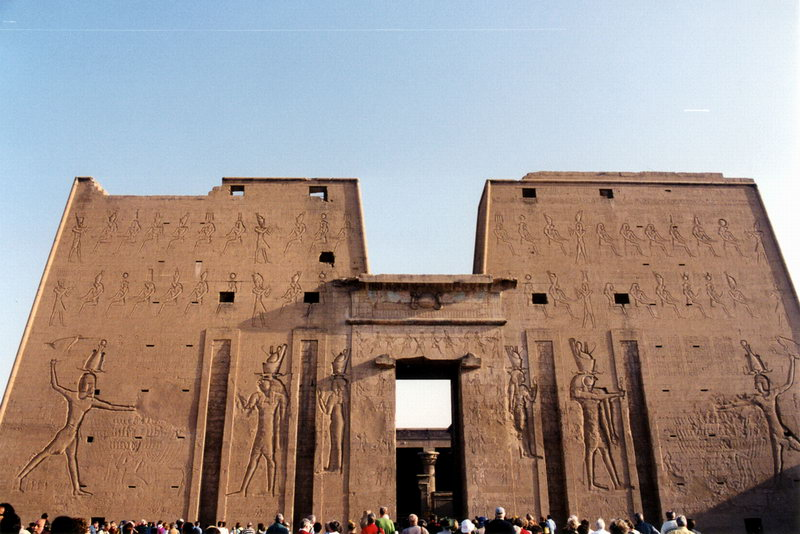
Templo de Horus: primer pilono.

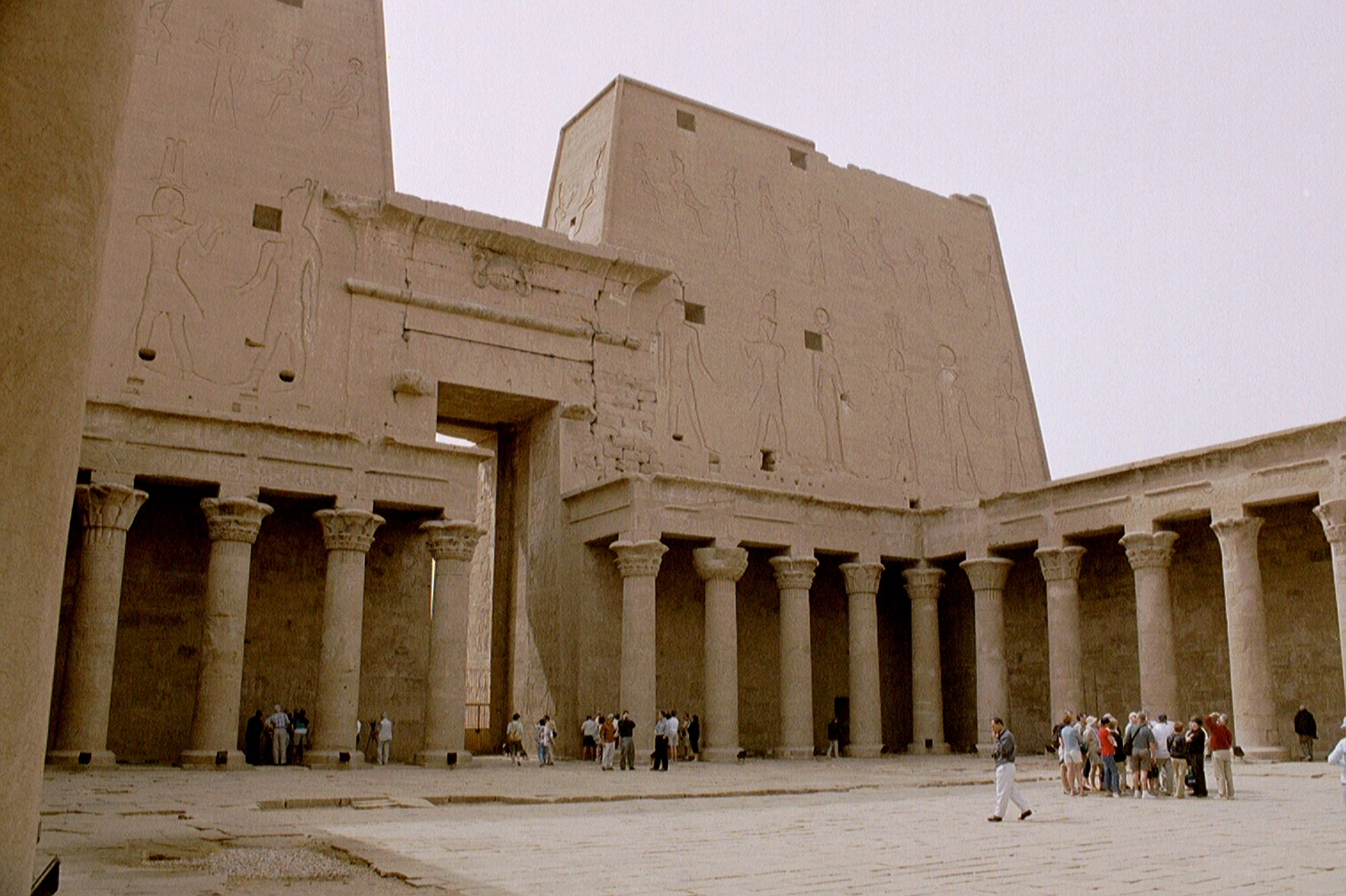
Templo de Horus: sala hipóstila exterior.

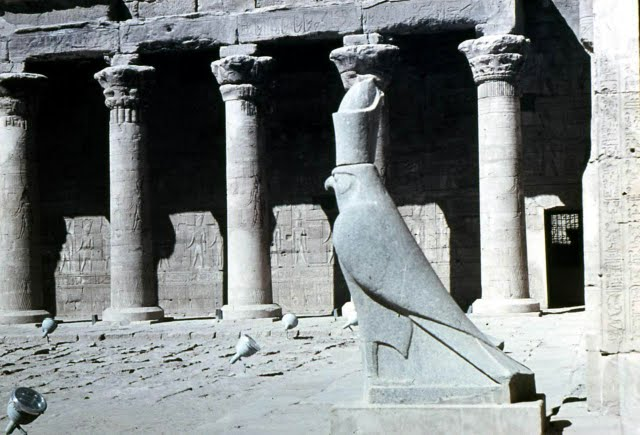
La estatua de Horus en el patio del templo.

Las principales construcciones lágidas en Egipto fueron el templo de Isis en File, el de Hathor en Dendera, y el de Horus en Edfu, siendo este el primero que ordenaron construir en Edfu. El templo ptolemaico de Horus es el mejor conservado de Egipto y fue llamado Mesen, “El lugar del arpón”, “La Casa de Ra”, Nedyem Anj, “Placer de vivir dentro”, “La ventana del halcón”, “El altar de Horus”, y Uetyeset, “El lugar para alabar a dios”. El edificio principal fue llamado Behedeti. La construcción comenzó el 23 de agosto de 237 a. C. bajo el mandato de Ptolomeo III Evergetes; en 206 a. C. la construcción se detiene por una revuelta de dos príncipes de la zona de Tebas que se declararon independientes de los faraones lágidas; finalmente el templo fue consagrado por Ptolomeo VII Neo Filopator y su esposa Cleopatra II.
La sala hipóstila exterior, con doce columnas, da paso a la biblioteca, una pequeña habitación al este; otra habitación al oeste estaba dedicada a consagrar a los sacerdotes; la entrada al pronaos se abría a un largo patio rodeado por tres lados de columnas y al sur por un alto pilono. La parte más sagrada era el altar con una estatua; el santuario estaba rodeado de setenta habitaciones y almacenes, una sala con ocho pilares, dos pequeñas salas y dos escaleras. La capilla albergaba la barca sagrada; Ocho capillas más en un corredor que llevaba fuera del santuario estaban dedicadas probablemente a los dioses principales: Isis, Osiris, Min, Jonsu, Ra, y otros tres más. 
Delante del santuario hay una antesala, y al este una sala de sacrificios, dando paso a la plaza de la pureza donde se revestía a las estatuas y se recibían los amuletos; al oeste, otra antesala estaba dedicada a Min; la siguiente habitación en dirección a la salida era la de las ofrendas y seguía la sala hipóstila interior con dos grandes columnas; dos salas adjuntas servían como paso interior hacia el templo, y para almacenar los tesoros; las cámaras adyacentes, en el oeste, eran para las abluciones y los aceites sagrados, y la cámara sagrada del Nilo donde se purificaba el agua del nilómetro exterior. Una sala hipóstila de 18 columnas se añadió al sur, así como unas puertas, en 57 a. C. quedando el templo concluido. Si bien el templo está completo, las dependencias anexas como el lago sagrado, cocinas, almacenes, oficinas, el lugar de los halcones y otras dependencias fueron absorbidas por la ciudad.
Durante la dominación romana fue sede de la Legión II Trajana. En el periodo cristiano fue sede episcopal.
Auguste Mariette fue el primer occidental que llegó a Edfu, en 1860. Entonces el templo se utilizaba como vivienda y había establos y almacenes de productos agrícolas. Se habían hecho paredes de adobes y algunas zonas estaban recubiertas de arena. Los trabajos de conservación que se hicieron permitieron recuperar el templo.

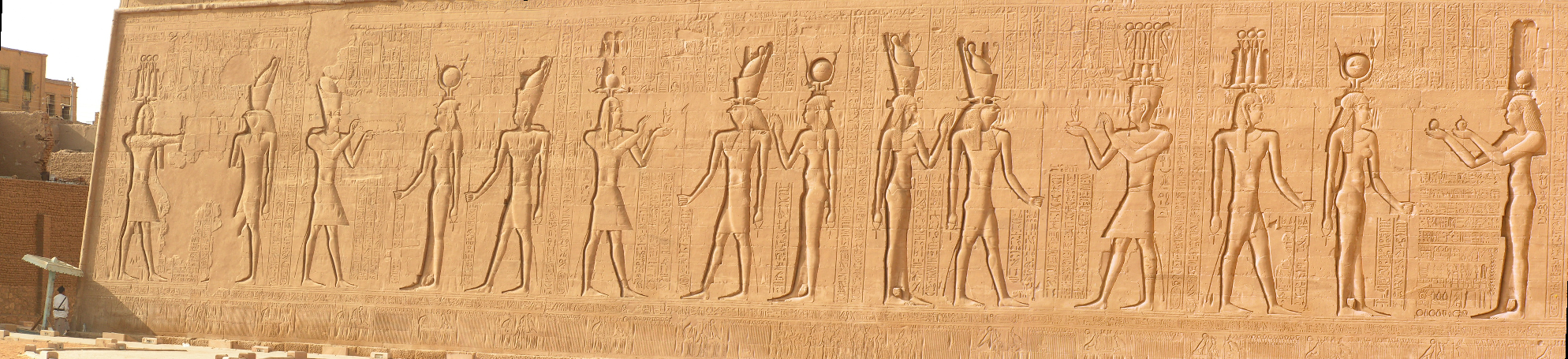
Templo de Horus: exterior.

## Restos arqueológicos
- Templo ptolemaico dedicado a Horus
- Necrópolis del Imperio Antiguo
- Restos de un pilono del templo de Ramsés III